# ふるさとライブ
『ふるさとライブ』は、長野放送（NBS）で毎週月曜日から金曜日（祝日を除く）に放送されていた長野県ローカルの情報番組。

## 概要
2019年9月30日に放送開始。長野放送の通称「ふるさとルーム」から生放送。平日午後の居間にほっと一息できる旬な情報や、信州のイマをコンパクトにわかりやすく届ける。また、最新の県内ニュースやネットで話題のトレンドワード、生活情報なども伝える。

## 放送時間
| 期間                    | 月曜 - 金曜           |
| ----------------------- | --------------------- |
| 2019.09.30 - 2020.09.25 | 16:20 - 16:50（30分） |
| 2020.09.28 - 2023.03.31 | 14:45 - 15:15（30分） |
| 2023.04.03 - 2023.09.29 | 15:20 - 15:45（25分） |
| 2023.10.02 - 2025.03.28 | 15:20 - 15:40（20分） |

## 現在のコーナー
- 長野県関連トレンドワードチェック（2022年4月4日 - 、月曜～金曜）
- 長野県ローカル新聞チェック（2022年4月18日 - 、不定期→月曜～金曜）
- Komachideおでかけ（2022年4月4日 - 、月曜）
- ふるさとキッチン（2021年3月31日 - 、水曜→隔週火曜→火曜）
- ふるさと再発見（2021年10月4日 - 、月曜→水曜）
- これダネッ!コレクション（2022年4月7日 - 、木曜）
- 旬感リポート（2022年4月6日 - 、月3回水・木・金曜→金曜→曜日不定）
- 特集（2019年9月30日 - 、月 - 金曜→不定期）
- 最新ニュース→3時のニュース（2020年9月28日 - 、月曜～金曜）
- まちの話題（2021年4月5日 - 、月 - 木曜→曜日不定）
- 売り場で旬探し（2021年10月6日 - 、水曜→月1回水曜）
- NBSイベント情報（2022年10月 - 、不定期）
- 100秒エクササイズ（2022年5月10日 - 、不定期）
- ふるさと天気予報（2019年9月30日 - 、月曜～金曜）
- 季節の懐メロ（2022年4月4日 - 、月曜〜金曜）

## 過去のコーナー
- エンジョイDIY（不定期）
- がんばるキッズを応援!（不定期）
- ふるさと旬めぐり（月 - 金曜）
- お家でカンタン　おこのみレシピ（火曜）
- 信州ぶら～りゆるウォーク（月曜）
- おいしいグルメ（不定期）
- お店応援プロジェクト（不定期）
- ゲストコーナー（不定期）
- 思い出家族写真（不定期）
- 佐々木秀実がズバッと切るわよ（不定期）
- 信州ぶら～りまちめぐり（月曜）
- 旬感ふるさとめぐり（月 - 金曜）
- ふるさとセレクション（不定期）
- 月曜ミニコーナー
- 尾島早都樹の信州いいトコ見つけた！（火曜）
- 長野Komachi×ふるさとライブ（火曜→隔週火曜）
- おじマル!調査隊（木曜）
- 週末いまコレ!グルメ（金曜）
- 今日のおすすめ（月曜 - 金曜）
- 中継コーナー（金曜）
- 篠原教授のLet‘S脳トレ（水曜）
- 楽ササイズ（不定期）
- 発見!まちネタ（不定期）
- 生活情報～100円ショップ注目商品～（不定期）
- シリーズ　笑顔をつなぐ　架け橋に（不定期）
- シリーズ　キャンサーパンサー（不定期）
- 3時のおやつ（不定期）
- 情報・プレゼント　など（ない場合もある）
- 長野県民の声（2022年4月4日 - 7月頃、曜日不定）

ほか

## 現在の出演者

### MC
- 大谷香奈絵（長野放送アナウンサー、曜日不定）
- 汾陽美樹（長野放送アナウンサー、曜日不定）

### ふるさとファミリー
- ニシ美（「長野こまち」スタッフ、隔週月曜）
- 馬場（「長野こまち」スタッフ、隔週月曜）
- 浜このみ（クッキングコーディネーター・フードジャーナリスト、火曜）
- 北村智（こてつ、長野県住みます芸人、曜日不定）
- 河合武俊（こてつ、長野県住みます芸人、曜日不定）
- 土橋宏由樹（ボアルース長野GM、曜日不定）
- 佐々木秀実（シャンソン歌手・曜日不定）
- 宮本利之（長野放送アナウンサー、曜日不定）
- 西村菜那子（NGT48、曜日不定）
- 武藤千春（タレント／実業家・曜日不定）

### ニュースキャスター
- 重盛赳男（長野放送アナウンサー、火・木曜）
- 小宮山瑞季（長野放送アナウンサー、月・水・金曜）

### お天気解説
- 大井昌茂（気象予報士、曜日不定）
- 林英明（気象予報士、曜日不定）
- 杉本麻衣子（気象予報士、曜日不定）

### リポーター／情報リポーター
- 斎藤茉莉子
- ゆでたかの（長野県住みます芸人）

### コーナー担当
- 池田咲季（健康運動指導士・体操コーナー担当）

## 過去の出演者
| 期間 | 期間       | MC        | MC                    | レギュラー  | ふるさとファミリー  | ふるさとファミリー | ふるさとファミリー                                                                | リポーター | 情報リポーター | 情報リポーター | コーナー担当       | コーナー担当   | コーナー担当 |
| 期間 | 期間       | 月 - 水   | 木・金                | レギュラー  | 月                  | 火                 | 曜日不定                                                                          | リポーター | 男性           | 女性           | クッキングコーナー | 脳トレコーナー | 体操コーナー |
| --- | ---------- | --------- | --------------------- | ----------- | ------------------- | ------------------ | --------------------------------------------------------------------------------- | ---------- | -------------- | -------------- | ------------------ | -------------- | ------------ |
| 2019.9.30 | 2020.3.27  | 汾陽美樹  | 松山航大              | （不在）    | （不在）            | （不在）           | （不在）                                                                          | 鈴木美花   | （不在）       | 恵理           | （不在）           | （不在）       | （不在）     |
| 2020.3.30 | 2020.9.25  | 汾陽美樹  | 松山航大              | （不在）    | （不在）            | （不在）           | （不在）                                                                          | 鈴木美花   | （不在）       | 恵理           | 浜このみ           | 篠原菊紀       | 池田咲季     |
| 期間 | 期間       | MC        | MC                    | レギュラー  | （不在）            | （不在）           | （不在）                                                                          | 鈴木美花   | （不在）       | 恵理           | 浜このみ           | 篠原菊紀       | 池田咲季     |
| 期間 | 期間       | 男性      | 女性                  | レギュラー  | （不在）            | （不在）           | （不在）                                                                          | 鈴木美花   | （不在）       | 恵理           | 浜このみ           | 篠原菊紀       | 池田咲季     |
| 2020.9.28 | 2020.12.25 | 松山航大2 | 汾陽美樹              | 佐々木秀実1 | （不在）            | （不在）           | （不在）                                                                          | 鈴木美花   | （不在）       | 恵理           | 浜このみ           | 篠原菊紀       | 池田咲季     |
| 2021.1.5 | 2021.4.2   | 松山航大2 | 汾陽美樹              | 佐々木秀実1 | （不在）            | （不在）           | （不在）                                                                          | 鈴木美花   | ゆでたかの     | 斎藤茉莉子     | 浜このみ           | 篠原菊紀       | 池田咲季     |
| 2021.4.5 | 2021.12.3  | 松山航大2 | 尾島早都樹            | 佐々木秀実1 | （不在）            | （不在）           | （不在）                                                                          | 鈴木美花   | ゆでたかの     | 斎藤茉莉子     | 浜このみ           | 篠原菊紀       | 池田咲季     |
| 2021.12.6 | 2022.4.1   | 松山航大2 | 尾島早都樹2 鈴木美花2 | 佐々木秀実1 | （不在）            | （不在）           | （不在）                                                                          | （不在）   | ゆでたかの     | 斎藤茉莉子     | 浜このみ           | 篠原菊紀       | 池田咲季     |
| 2022.4.4 | 現在       | 松山航大2 | 鈴木美花2             | （不在）    | ニシ美3・4 馬場3・4 | 浜このみ           | 宮本利之 佐々木秀実3 北村智（こてつ）3 河合武俊（こてつ） 土橋宏由樹3 西村菜那子3 | （不在）   | ゆでたかの     | 斎藤茉莉子     | 浜このみ           | （不在）       | 池田咲季     |
| - MCは2021年12月以降、コーナーのリポートも兼務。そのため、スタジオ出演がなくても、リポートのみで出演する場合がある。 - 1月1回程度出演。 - 2日替わりで出演。 - 3電話で出演。 - 4隔週で出演。 |            |           |                       |             |                     |                    |                                                                                   |            |                |                |                    |                |              |

| 2020.9.28                                                | 2020.12.25 | 重盛赳男   | 重盛赳男 | 重盛赳男   | 坂本麻子 | 坂本麻子   | 大井昌茂                      | 星野朋美                      |
| 2021.1.5                                                 | 2021.4.2   | 戸田山貴美 | 重盛赳男 | 小宮山瑞季 | 重盛赳男 | 小宮山瑞季 | 大井昌茂                      | 星野朋美                      |
| 2021.4.5                                                 | 2021.6.25  | 戸田山貴美 | 重盛赳男 | 小宮山瑞季 | 重盛赳男 | 小宮山瑞季 | 大井昌茂                      | 林秀明                        |
| 2021.6.28                                                | 2022.4.1   | 小宮山瑞季 | 重盛赳男 | 小宮山瑞季 | 重盛赳男 | 小宮山瑞季 | 大井昌茂                      | 林秀明                        |
| 2022.4.4                                                 | 2022.9.30  | 小宮山瑞季 | 重盛赳男 | 小宮山瑞季 | 重盛赳男 | 小宮山瑞季 | 大井昌茂1 林秀明1             | 大井昌茂1 林秀明1             |
| 2022.10.3                                                | 現在       | 小宮山瑞季 | 重盛赳男 | 小宮山瑞季 | 重盛赳男 | 小宮山瑞季 | 大井昌茂1 林秀明1 杉本麻衣子1 | 大井昌茂1 林秀明1 杉本麻衣子1 |
| - 「お天気解説」は全員、電話で出演。 - 1日替わりで出演。 |            |            |          |            |          |            |                               |                               |